# بوكو (شركة)
بوكو (بالإنجليزية: POCO)، (سابقا POCO by Xiaomi و Pocophone)، هي شركة هواتف ذكية صينية. تم الإعلان عن علامة بوكو التجارية لأول مرة في أغسطس 2018 كعلامة تجارية للهواتف الذكية متوسطة التكلفة وهي تتبع لشركة شاومي . هناك أيضا بوكو الهند وقد أصبحت شركة مستقلة في 17 يناير 2020، ثم تلتها نظيرتها بوكو العالمية لتستقل عن شاومي في 24 نوفمبر 2020. أصدرت بوكو أول هاتف ذكي لها ، بوكوفون إف 1 في أغسطس 2018.

## تاريخ
تم إطلاق علامة بوكو التجارية كعلامة تجارية فرعية لشركة شاومي في أغسطس 2018. قدمت شاومي هاتف بوكوفون إف 1 تحت علامة بوكو التجارية والتي لاقت النجاح. أصبحت بوكو علامة تجارية مستقلة قبل إطلاق جهازها الثاني في يناير 2020. خلال فترة 3 سنوات ، أطلقت الشركة 11 جهازًا، معظمها تم تغيير علامتها التجارية لهواتف ريدمي الذكية.
في يناير 2021، قدمت بوكو الهند شعارها الجديد (التميمة) "Made of Mad" . بينما تواصل بوكو العالمية استخدام الشعار القديم.

## روابط خارجية
- الموقع الرسمي
- الموقع الرسمي